# Буст-Нуур
Буст-Нуур (монг. Буст нуур) — озеро тектонічного походження на території сомона Телмен Завханського аймаку, Монголія. Озеро розташовано на висоті 2041 метр над рівнем моря. Площа 22 кв км, довжина 7 км, ширина 4,2 км, довжина берегової лінії 26,8 км. Глибина до 10 м, об'єм водяної маси 127 млн куб м. Посередині озера розташовано вкритий лісом острів на якому водяться олені, лисиці, тарбагани.